# Club Patí Vilafranca
El Club Patí Vilafranca, des del 2019 anomenat Digittecnic Club Patí Vilafranca Capital del Vi, és un club d'hoquei sobre patins de Vilafranca del Penedès. Va ser fundat l'any 1970 després d'una escissió al Casal, que fins aquell moment havia aplegat l'equip principal d'hoquei a Vilafranca del Penedès.
El Patí Vilafranca va començar a jugar a la pista del Club Patí Sant Ramon, però aviat es va construir una pista a l'actual zona esportiva que es va cobrir arran de l'ascens de l'equip a la Divisió d'Honor a la temporada 1979-1980. Fins a l'actualitat, s'ha anat reformant el pavelló per a millorar defectes ocasionats pel pas del temps.
Pel que fa a l'àmbit esportiu, el primer ascens es va aconseguir l'any 1972, quan es va ascendir de la Segona a la Primera Divisió Espanyola. Però per manca de mitjans econòmics es va renunciar a la categoria.
De nou es va tornar a assolir l'ascens a primera divisió a la temporada 1975-1976. L'equip penedesenc es va estabilitzar a la categoria, fins que a la 1978-1979 assolí l'ascens a la Divisió d'Honor. El pas per la primera categoria va ser fugaç, i es va tornar a baixar a Primera Divisió. Es va tornar a pujar a la màxima categoria a la temporada 1987-1988.
La trajectòria del club sempre ha estat entre la Divisió d'Honor i la Primera Divisió, excepte un breu període en la dècada dels 90 on el Vilafranca era un dels clubs punters de la Divisió d'Honor, gràcies a la participació en l'equip de Ferran Pujalte, primer com a jugador i després com a entrenador. Al final de la dècada de 1990 es va arribar a disputar alguna Copa del Rei i fins i tot es va arribar a la final de la Copa de la CERS en 2016.
L'any 2022 va proclamar-se guanyador de la Copa de la Princesa de la Ok Plata.

## Jugadors destacats
- Ferran Pujalte
- Borja López
- Roger Rocasalbas
- Toni Rovira
- David Arellano (porter)[5]
- Jordi Nadal

## Palmarès
- 1 Copa de la Princesa: 2022